# Kisei femminile 27
La 27ª edizione del Kisei femminile è un torneo di Go professionistico femminile giapponese, disputato dal 19 ottobre 2023 al 5 febbraio 2024.
La competizione ha previsto un torneo a eliminazione diretta preliminare; la vincitrice di questo torneo, Risa Ueno, ha ottenuto il diritto di sfidare la detentrice del titolo, Nakamura Sumire in una finale al meglio dei tre incontri. Il titolo è stato vinto da Ueno, che è alla sua prima vittoria di un titolo femminile.

## Determinazione della sfidante
Gli ottavi di finale si sono disputati a partire dal 19 ottobre 2023.
I quarti di finale si sono disputati il 16 e il 20 novembre.
Le semifinali si sono disputate il 23 novembre.
La finale tra le sorelle Ueno si è disputata il 14 dicembre.
|  | Ottavi di finale         | Ottavi di finale         | Ottavi di finale |  |  | Quarti di finale         | Quarti di finale         | Quarti di finale |     |                          | Semifinali               | Semifinali           | Semifinali |  |  | Finale | Finale | Finale |
|  |                          |                          |                  |  |  |                          |                          |                  |     |                          |                          |                      |            |  |  |        |        |        |
|  | Suzuki Ayumi 7d          |                          |                  |  |  |                          |                          |                  |     |                          |                          |                      |            |  |  |        |        |        |
|  | Ueno Asami Meijin f.     | Ueno Asami Meijin f.     | B+R              |  |  | Ueno Asami Meijin f.     | Ueno Asami Meijin f.     | N+9,5            |     |                          |                          |                      |            |  |  |        |        |        |
|  | Osuka Seira 2d           | Osuka Seira 2d           | B+0,5            |  |  | Osuka Seira 2d           | Osuka Seira 2d           |                  |     |                          |                          |                      |            |  |  |        |        |        |
|  | Mimura Kaori 3d          | Mimura Kaori 3d          |                  |  |  |                          |                          |                  |     | Ueno Asami Meijin f.     | Ueno Asami Meijin f.     | B+R                  |            |  |  |        |        |        |
|  | Kato Chie 3d             | Kato Chie 3d             |                  |  |  |                          | Jo Bunen 2d              | Jo Bunen 2d      |     |                          |                          |                      |            |  |  |        |        |        |
|  | Jo Bunen 2d              | Jo Bunen 2d              | B+R              |  |  | Jo Bunen 2d              | Jo Bunen 2d              | N+1,5            |     |                          |                          |                      |            |  |  |        |        |        |
|  | Inaba Karin 2d           | Inaba Karin 2d           |                  |  |  | Mukai Chiaki 6d          | Mukai Chiaki 6d          |                  |     |                          |                          |                      |            |  |  |        |        |        |
|  | Mukai Chiaki 6d          | Mukai Chiaki 6d          | B+R              |  |  |                          |                          |                  |     |                          | Ueno Asami Meijin f.     | Ueno Asami Meijin f. |            |  |  |        |        |        |
|  | Xie Yimin 7d             | Xie Yimin 7d             |                  |  |  |                          | Ueno Risa 2d             | Ueno Risa 2d     | N+R |                          |                          |                      |            |  |  |        |        |        |
|  | Nyu Eiko Saikyo f.       | Nyu Eiko Saikyo f.       | B+9,5            |  |  | Nyu Eiko Saikyo f.       | Nyu Eiko Saikyo f.       |                  |     |                          |                          |                      |            |  |  |        |        |        |
|  | Koyama Terumi 7d         | Koyama Terumi 7d         |                  |  |  | Fujisawa Rina Honinbo f. | Fujisawa Rina Honinbo f. | B+R              |     |                          |                          |                      |            |  |  |        |        |        |
|  | Fujisawa Rina Honinbo f. | Fujisawa Rina Honinbo f. | B+R              |  |  |                          |                          |                  |     | Fujisawa Rina Honinbo f. | Fujisawa Rina Honinbo f. |                      |            |  |  |        |        |        |
|  | O Keii 3d                | O Keii 3d                | B+R              |  |  |                          | Ueno Risa 2d             | Ueno Risa 2d     | B+R |                          |                          |                      |            |  |  |        |        |        |
|  | Yoshida Mika 8d          | Yoshida Mika 8d          |                  |  |  | O Keii 3d                | O Keii 3d                |                  |     |                          |                          |                      |            |  |  |        |        |        |
|  | Tsukuda Akiko 6d         | Tsukuda Akiko 6d         |                  |  |  | Ueno Risa 2d             | Ueno Risa 2d             | B+R              |     |                          |                          |                      |            |  |  |        |        |        |
|  | Ueno Risa 2d             | Ueno Risa 2d             | B+R              |  |  |                          |                          |                  |     |                          |                          |                      |            |  |  |        |        |        |

## Finale
La finale è stata una sfida al meglio delle tre partite, disputa tra la campionessa in carica Nakamura Sumire Kisei femminile e la sfidante Ueno Risa 2d. Per Ueno si è trattato della seconda finale in carriera, per Nakamura della quarta, oltre che della prima difesa di un titolo. È la prima finale di un torneo maggiore tra due adolescenti (Nakamura ha 14 anni, Ueno 17) e quella con la somma delle età delle finaliste minore (31 anni).
| Giocatore                | 1 18 gennaio 2024 Hiratsuka Kanagawa | 2 25 gennaio 2024 Chiyoda Tokyo | 3 5 febbraio 2024 Chiyoda Tokyo | T |
| ------------------------ | ------------------------------------ | ------------------------------- | ------------------------------- | - |
| Nakamura Sumire Kisei f. | B+R                                  |                                 |                                 | 1 |
| Ueno Risa 2d             |                                      | B+R                             | N+R                             | 2 |

Ueno è riuscita a recuperare l'iniziale svantaggio, terminando la serie 2-1; si tratta del suo primo titolo.